# 319 av. J.-C.
Cette page concerne l'année 319 av. J.-C. du calendrier julien proleptique.

## Événements
- 23 février (23 mars du calendrier romain) : début à Rome du consulat de Lucius Papirius Cursor III et Quintus Aulius Cerretanus II. Papirius Cursor reprend Satricum après sa défection et place une garnison dans la ville[1].
- Juillet (date probable) : courte campagne d’Antigone le Borgne en Pisidie[2]. Alcétas, général d'Alexandre le Grand allié d’Eumène et poursuivi par Antigone le Borgne, se réfugie à Termessos et s’y suicide[3].
- Fin de l’été-début de l’automne : en Grèce, Polyperchon succède à Antipater comme régent du royaume de Macédoine (fin en 316)[4]. Cassandre est confirmé dans ses fonctions de chiliarque de la cavalerie par son père sur son lit de mort[5].

- En Grèce, Démade, qui a trahi Antipater, est mis à mort par Cassandre[6].

## Naissances
- Antigone II Gonatas, roi de Macédoine (date approximative).

## Décès en 319 av. J.-C.
- Antipater, régent de Macédoine.